# Jean-François Anglès
Pour les articles homonymes, voir Anglès (homonymie).
Jean-François Anglès est un homme politique français, né le 4 septembre 1736 à Veynes (Hautes-Alpes) et mort le 5 juin 1823, à Grenoble.

## Biographie
Fils d'un conseiller du Roi, issu d’une famille de parlementaires dauphinois (aujourd’hui devenue famille Anglès d’Auriac), Jean-François Anglès a été premier président de la cour royale de Grenoble. Il a été nommé Chevalier de la Légion d'honneur le 21 janvier 1818, puis officier le 30 avril 1821.

## Carrière politique
Élu député des Hautes-Alpes en 1816, et réélu en 1817, Jean-François Anglès a été parlementaire jusqu'en 1823. Durant son second mandat, il a été quelque temps président de la chambre.
Il siège parmi les ultras.
Il est le père du comte Jules Anglès et le frère de Charles Anglès.

## Pour approfondir